# Рибейра-да-Жанела
Рибейра-да-Жанела (порт. Ribeira da Janela) — район (фрегезия) в Португалии, входит в округ Мадейра. Расположен на острове Мадейра. Является составной частью муниципалитета Порту-Мониш. Население составляет 291 человек на 2001 год. Занимает площадь 19,90 км².